# 民会
民会（みんかい、古希: έκκλησία, ekklēsia, エックレーシア、英: ecclesia）とは、古代ギリシアの諸ポリスで開催された市民総会。エクレシアとも表記される。ポリス初期に戦士を構成員として設けられた軍会に起源が求められる。前5世紀に直接民主制を確立させたアテナイにおける民会がとりわけ良く知られている。プニュクスの丘で開催され、ペリクレス時代に国政の最高決議機関としての地位を確立させた。

## アテナイの民会

### 歴史

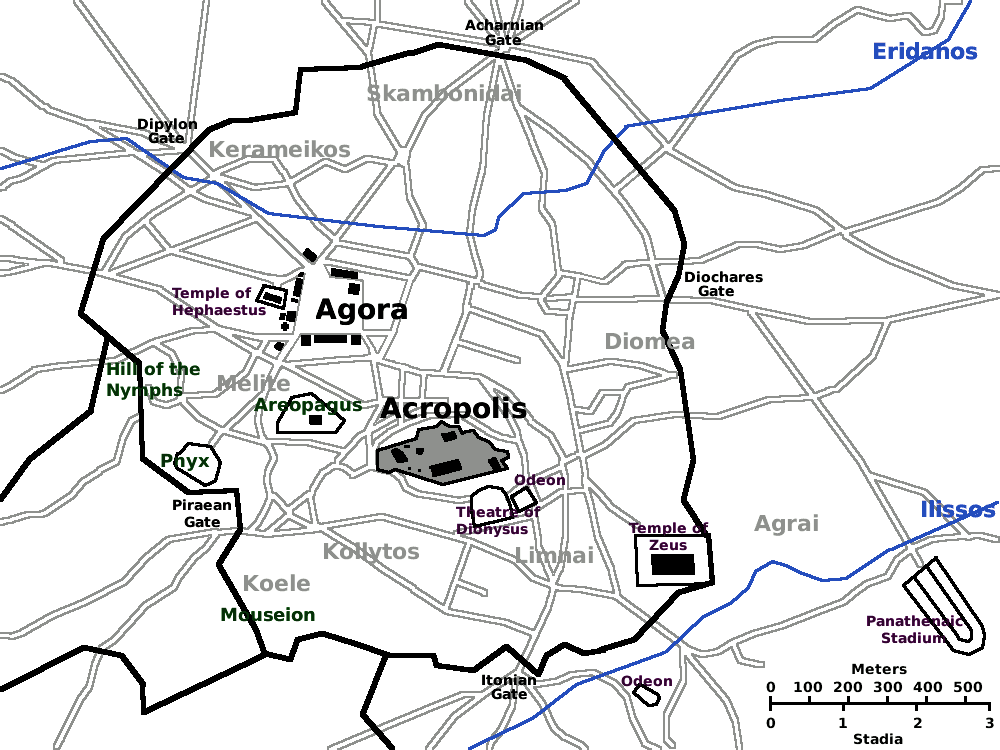
アテナイの地図。アゴラは中央に、プニュクスは南西にある。

当初、アテナイの市民は、アゴラに集って民会を開いていた。しかし、前462年ころにエフィアルテスやペリクレスの主導で、アテナイにおけるいわば元老院の役割を果たしていたアレオパゴス会議（アレイオスパゴス会議）の役割がおさえられ、民会の重要性・参加者がともに増大したため、前460年頃、プニュクスの丘に民会のための会議場が建てられ、この丘で定期的に民会が開催されるようになった。民会で討議される草案は、クレイステネスの改革によって発足していた五百人評議会で既に作成されており、民会の討議はこの評議会から上程されるテーマにほぼ限定された。

### 構成員
18歳以上のアテナイ市民権を有する男子であれば、民会に自由に参加、発言、投票することができた。ただし、20歳に満たない者は発言権などに制限があったと考えられているほか、女性、奴隷、在留外人は民会に参加することすらできなかった。民会は月に4回開催されたと考えられ、その内の1度が重要事項を討議する「重要民会（キュリア・エレクシア）」と称されていた。アテナイ市民権を有さないものが民会に紛れ込んだ場合、罰金刑か死刑に処された。

### 討議内容
民会の重要な審議事項とは、戦争に関連するものが主であった。例えば、以下のようなものが挙げられる。また、将軍や財務官などの要職選挙が年に1度行われた。
- 他国に対する宣戦布告
- 兵士の動員、艦隊の派遣
- 戦時財政
- 他国との同盟・講和条約の締結
- （戦争などで活躍した人物への）顕彰決議
- 「外国人」に対する市民権付与
- 陶片追放の投票を行うかどうかの予備投票（年１回）、および本選挙

### 進行
民会当日は、アテナイ中心部の出店などが禁止され、市民がすみやかに議場へ向かうように仕向けられた。ただし、ペロポネソス戦争後の紀元前5世紀末より、民会に参加することで参加手当が支給されるようになったため、以前よりはすみやかに討議が開始されたとされる。議場は自由席で、飲食も自由とされた。声の大きな者が伝令係をつとめ、議事進行を行ったり興奮した参加者に静粛を求めたりした。一般的な議決は、挙手による多数決で行われた。（ただし、少なくとも数千人以上の参加者がいたと想定される民会において、厳密に一人一人カウントしていったのかは疑問である。）重要性の高い議決では、無記名の秘密投票が行われた。民会は午前に終わることが多かったが、議論が続いた場合は夕方まで行われた。日暮れになってしまうと挙手が見えなくなるので後日延期とされた。

## ローマの民会
- クリア民会

王政ローマ時代は、新しい王を承認し、インペリウム（指揮権）を認めて忠誠を誓った。共和政後期には高位政務官へのインペリウムを付与するのに、30あるクリアを、それぞれ一人のリクトルが代表して票決を行っていた
- ケントゥリア民会（兵員会）

全ローマ市民に参加権利がある。投票権は個人ではなく193のケントゥリア（百人隊、ローマ軍団の部隊の単位）にある。全市民を財産に応じて６つの階級に分け、上の階級で半数を超えたため、貧しい階層の意見はほとんど反映されなかったとも言われる。法案決定権や、執政官など高位政務官の選出権があった。
- トリブス民会（市民会）

全ローマ市民に参加権利があり、かつ平等であったが、投票権は個人でなく、各トリブス（選挙区）毎にあった。下位政務官の選出権を持った。
- プレプス民会（平民会）

平民（プレプス）のみが参加できるトリブス民会。当初は2名の護民官の選出権のみを有したが、後にホルテンシウス法により法案決定権を持った。